# Поєній-де-Сус
Поєній-де-Сус (рум. Poienii de Sus) — село у повіті Біхор в Румунії. Входить до складу комуни Бунтешть.
Село розташоване на відстані 368 км на північний захід від Бухареста, 68 км на південний схід від Ораді, 84 км на захід від Клуж-Напоки, 136 км на північний схід від Тімішоари.

## Населення
За даними перепису населення 2002 року у селі проживала 701 особа, з них 699 осіб (99,7%) румунів. Рідною мовою 698 осіб (99,6%) назвали румунську.